# Dicheniotes sexfissata
Dicheniotes sexfissata är en tvåvingeart som först beskrevs av Becker 1909.  Dicheniotes sexfissata ingår i släktet Dicheniotes och familjen borrflugor.
Artens utbredningsområde är Kenya. Inga underarter finns listade i Catalogue of Life.